# اسون یوناسون
اسون یوهانسون (انگلیسی: Sven Jonasson; ۹ ژوئیهٔ ۱۹۰۹ – ۱۷ سپتامبر ۱۹۸۴) بازیکن فوتبال اهل سوئد بود.
از باشگاه‌هایی که در آن بازی کرده‌است می‌توان به باشگاه فوتبال الفسبورگ اشاره کرد.
وی همچنین در تیم ملی فوتبال سوئد بازی کرده‌است.